# 蛇发女妖号胸墙浅水重炮舰
“蛇发女妖”号胸墙浅水重炮舰（HMS Gorgon）是19世纪70年代，英国皇家海军建造的四艘独眼巨人级胸墙浅水重炮舰中最早完工的一艘。这些船只是在1870年的战争危机期间为了满足本地防御需求而订购的，但随着战争威胁的减少，建造速度大大放缓。建成后，本舰两度被作为炮术训练舰的补给舰，剩下的大部分时间则是被编入预备役。最终，该舰在1903年被出售拆解。

## 设计和描述
独眼巨人级是地狱犬级胸墙浅水重炮舰的改良版，因此在设计上采用了后者的基本方案。本舰的垂间长度为225英尺（68.6），舷宽为45英尺（13.7），满载时吃水深16英尺3英寸（4.95），排水量为3,480長噸（3,540公噸），标配舰员为156名官兵。

### 推进器
“蛇发女妖”号有两台水平4缸直动蒸汽机，每台驱动一具螺旋桨轴。在海试期间，舰载引擎总共产生了1,670匹指示馬力（1,250千瓦特），使该舰最大速度达到11節（20每小時；13英里每小時）。随舰可装载250長噸（250公噸）煤，以110節（19每小時；12英里每小時）的速度可续航3,000海里（5,600；3,500英里）。

### 武装
本舰在每个炮塔上安装了两门10英寸前装膛线炮，使用重407英磅（184.6）的炮弹。该炮的炮口初速为1,365英尺每秒（416每秒），据称能够在100碼（91）处穿透标称为12.9英寸（330）的熟铁装甲。这种炮既能发射实心炮弹，也能发射爆炸炮弹。大炮本身重18長噸（18公噸），被安装在使用液压千斤顶升降炮管的炮架上。

### 装甲
独眼巨人级胸墙浅水重炮舰都安装有完整的熟铁水线装甲带。其舰舯部厚度为8英寸（203），两端减薄至6英寸（152）。上层建筑和指挥塔都被8—9英寸（203—229）熟铁装甲遮盖，这也是其被称为“胸墙”的原因。炮塔正面装甲10英寸，侧面和后面为9英寸。所有的垂直装甲都由9—11英寸（229—279）的柚木支撑。甲板厚度为1.5英寸（38.1）。

## 建造和服役

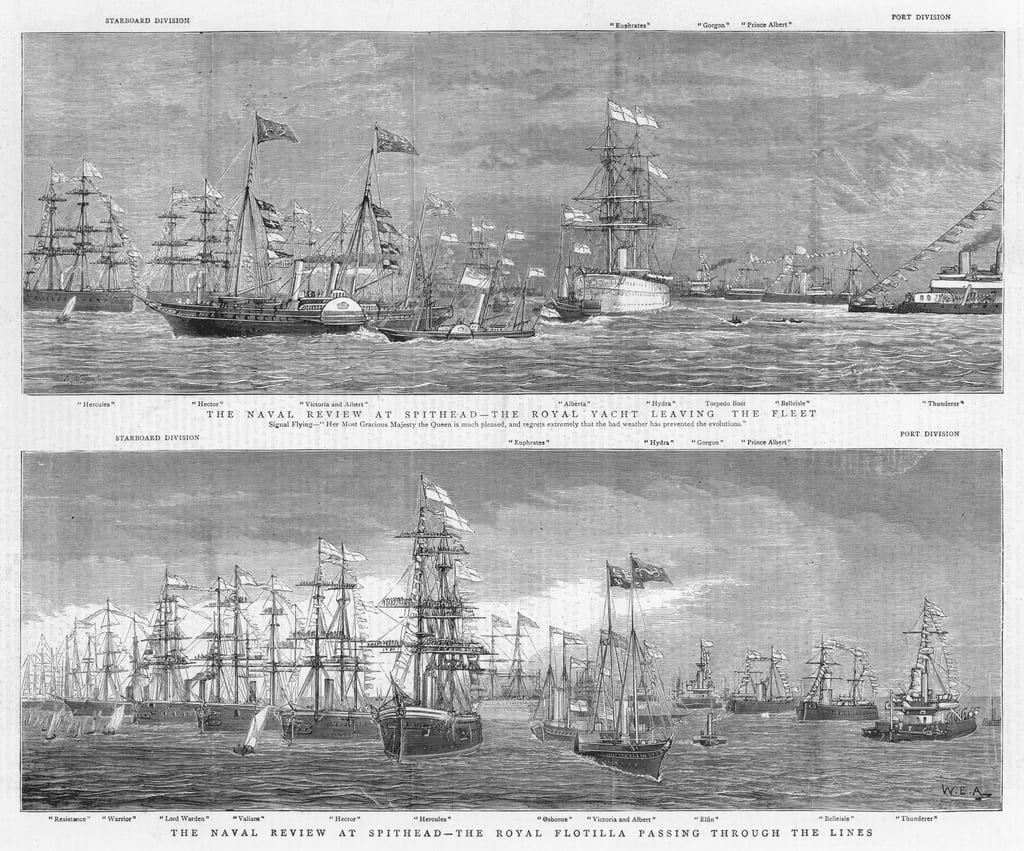
“蛇发女妖”号出现在1878年斯皮特黑德海军检阅中。出自《The Graphic》

“蛇发女妖”号于1870年与“夜之女神”号以及“九头蛇”号一起开工建造。建造中途的1872年，本舰与其他在建中的独眼巨人级一起被从建造厂手中被拖到了德文港。之后都被分配入预备役，直到最后完工。作为同级四艘中最早完工的一艘，“蛇发女妖”号自1874年起到1877年，担任了德文港的炮术训练舰“剑桥”号的补给舰。在1878年4月至8月期间的俄土战争爆发期间，本舰在波特兰港被编入凯古柏海军上将的特任舰队服役。1888年到1889年接受改装后，“蛇发女妖”号再次被分配为“剑桥”号的补给舰。此后该舰被分配入预备役。在此期间，该舰参加了1887年、1889-90年以及1892年的年度舰队演习。1901年“蛇发女妖”号被列入非活跃舰船名单，并最终在1903年以8400英镑的价格出售。

## 脚注

### 引用
1. 1 2  张恩东 (2018)，第66頁.
2. 1 2  Parkes (1990)，第212頁.
3. ↑  Parkes (1990)，第213頁.
4. ↑  Ballard (1980)，第246–249頁.
5. ↑  Silverstone (1984)，第169頁.
6. ↑  Gardiner (1979)，第6頁.
7. ↑  Parkes (1990)，第213–214頁.
8. 1 2 3  Parkes (1990)，第215頁.
9. 1 2 3 4  Parkes (1990)，第214-215頁.